# Endasa
La Empresa Nacional del Aluminio, S.A. también conocida por su acrónimo ENDASA, fue una empresa  pública española del sector metalúrgico con sede en Valladolid y Avilés, dedicada a la fundición de aluminio y creada por iniciativa del Instituto Nacional de Industria (INI) en 1943.

## Historia
Valladolid cayó en manos del bando sublevado en la Guerra Civil con relativa rapidez. Como consecuencia, se instalaron en la ciudad dependencias militares e industrias o se transformaron las existentes, especialmente las metalúrgicas. La situación estratégica de Valladolid, la disponibilidad de mano de obra especializada, la capacidad adaptativa mostrada por el sector y su infraestructura ferroviaria y el canal de Castilla, hicieron de ella un importante polo industrial.
ENDASA fue una de las empresas creadas en este momento, por el ingeniero Félix Aranguren (Bilbao, 1903-1984) y a solicitud de la Sociedad Española de Construcciones Electromecánicas (SECEM) para integrar tres empresas del negocio aeronáutico cuyo máximo accionista era el Banco de Bilbao: SECEM, Construcciones Aeronáuticas S.A. (CASA) y Saltos del Duero. La provisión de energía eléctrica por la cercanía del Duero y la línea directa de tren con Bilbao, fueron las razones por las que se situó la empresa en la zona norte de la ciudad -hoy en la continuación del Paseo Juan Carlos I hacia el norte-, pese a la dificultad para obtener la materia prima en la región. 
La instalación de ENDASA reforzó el sistema metalúrgico y favoreció la instalación de otras empresas del sector como Fabricación de Aluminios (FADA) que fabricaba utensilios de cocina para sustituir a los importados de Alemania y probablemente tuvo un papel relevante para la instalación de la FASA-Renault. 
La fábrica disponía de unos 400 empleados y contaba con un capital social de 440.000.000 pesetas, lo que suponía ser todo un estandarte para el régimen. Así, el 2 de marzo de 1950, la fábrica fue inaugurada por Franco, al mismo tiempo que NICAS y la Granja-Escuela José Antonio.
La ENDASA de Valladolid constituía tan sólo la primera fase del programa de Aranguren, cuyo objetivo era la producción anual de 5000 toneladas de aluminio ampliable a 10000. En la segunda etapa, se trataría de desarrollar alúmina, para lo que se situó una fábrica en Avilés -San Juan-, a la que luego siguió ENSIDESA, también defendida por Aranguren. Una tercera etapa consistiría en el estudio de posibilidades de todo orden para transformar cualquier materia prima en alúmina.  
Las necesidades de aluminio hicieron que se priorizase el proyecto de Avilés con una planta para el reciclado de aluminio de restos de la II Guerra Mundial. Tenía capacidad para 4000 tonelqdas anuales, pero nunca se alcanzó por la falta de materias primas. De hecho, se habla de una estimación de seis toneladas diarias de producción en realidad. La llamada "ENDASA vieja" es la fábrica de San Juan de Nieva que en la década de 1970 se trasladó por completo a San Balandrán (Celuán, Gozón), la cual se había autorizado en 1955 como ampliación de las instalaciones de Valladolid. En San Balandrán destaca la nave de fundición construida entre 1956 y 1957 y diseñada por Carlos Fernández Casado, como uno de los primeros ejemplos del empleo del hormigón prefabricado en España.
Ya en los años 80, comenzaron los problemas económicos y la reestructuración en el sector del metal, ello sumado a la puesta a punto de la planta de Aluminio Español en San Ciprián (Lugo) hizo que ENDASA comenzara a anunciar expedientes de regulación de empleo a los que las plantillas respondieron con protestas y encierros.
ENDASA después se convertiría en la sociedad mixta Inespal y, finalmente, en Avilés se privatizó con Alcoa que cerró en 2018. En Valladolid se convirtió en Refinalsa, firma que pasó más tarde al grupo Befesa, hoy en manos de Abengoa. Befesa en 2012 redujo la producción y cerró una de las sedes de Valladolid, lo que supuso 15 despidos individuales y 10 traslados a la planta de Bilbao.  
Entre 2019 y 2020 Ecologistas en Acción y la Federación de Vecinos Antonio Machado elevaron quejas al Ayuntamiento de Valladolid por la presencia de un vertedero ilegal en las inmediaciones de la antigua fábrica, que contenía sustancias tóxicas como el amianto.